# Успенка (Саратовская область)
Успе́нка — село в Пугачевском районе Саратовской области. Находится на расстоянии 11 километров от Пугачёва, 83 км  от города Балаково расстояние до областного центра города Саратов — 251 километров. Входит в состав Преображенского муниципального образования.

## История
Основано в 1862 году выходцами из Краснослободского уезда Пензенской области. Изначально село неофициальное название Чугуны, поскольку первые поселенцы ранее занимались изготовлением чугуна, позже, село было переименовано в Новички поскольку среди остальных поселений оно было самым новым. В 1884 году в селе заложили церковь в день религиозного праздника Успения. Отсюда и было присвоено селу его теперешнее
название Успенка.
В 1897 году в селе была открыта школа, к 1917 году в селе проживало 2014 человек. После голода 1920-х в селе осталось 197 хозяйств, а население сократилось до 960 человек. К началу 1930-х в селе было зарегистрировано 251 хозяйство, население составляло 1230 человек, а в 1938—1940 годах население составляло 700 человек, из них 340
трудоспособных. К концу Великой Отечественной войны в селе осталось всего лишь 188 человек трудоспособного населения (с фронта не вернулось 73 человека). К началу 1960-х снова увеличивается население в связи с началом активного строительства в селе: так, в 1963 году в селе проживало 670 человек, в 1971 — 735, 1983 — 805 человек.

## Улицы
В Успенке — 8 улиц: Чапаева, Рабочая, Молодёжная, Плясункова, Садовая, Набережная,Колхозная,Цветочная.